# هیکیتسوکه شو
هیکیتسوکه شو (به ژاپنی: 引付衆 ひきつけしゅう)، یکی از ارگان‌های قضایی شوگون‌سالاری کاماکورا و شوگون‌سالاری آشیکاگا در ژاپن بود.
هیکیتسوکه توسط پنجمین شیکن هوجو توکی‌یوری در سال ۱۲۴۹ تأسیس شد. برای تسریع تعداد فزاینده ای از دعاوی در دادگاه عالی هیوجوشو، هیکیتسوکه شو مسئول ایجاد حقایق یک پرونده بود، در حالی که هیوجوشو کاربردهای قانون را تفسیر می‌کرد.